# María Antonia Señarís
María Antonia Señarís Rodríguez, (Santiago de Compostela,1965) es catedrática de Química Inorgánica en la Universidad de A Coruña . 

## Trayectoria
Licenciada en Química por la Universidad de Santiago de Compostela, máster en Materiales de Interés Tecnológico y doctora en Química por la Universidad Complutense de Madrid .  Fue becaria Fullbright en la Universidad de Texas en Austin, donde trabajó con el profesor John Goodenough.
Dirige el grupo de investigación en Química del Estado Sólido y Materiales de la Universidad de La Coruña.  Es coinventora de dos patentes sobre materiales dieléctricos y seis patentes sobre materiales y dispositivos calóricos.
Vicepresidenta del Grupo de Química del Estado Sólido y Materiales de la Real Sociedad Española de Química .  Medalla Antonio Casares Rodríguez, de la sección de Química y Geología de la Real Academia Gallega de Ciencias (2021). 